# Fiodor Kone
Fiodor Kone (en russe : Фёдор Савельевич Конь ; vers 1540 - après 1606) est un « maître architecte » de l'époque de Boris Godounov, un des rares architectes de cette époque de la Russie ancienne dont le nom soit resté dans l'histoire. 

## Projets réalises
Fiodor Kone est connu pour la réalisation des constructions de plusieurs citadelles et églises :
- Pavel Rappoport a émis l'hypothèse suivant laquelle la construction de l'église de la ville de Borisovo (oblast de Moscou), pouvait lui être attribuée. Mais selon les études récentes, cette attribution est remise en cause[2],[3];
- Les murs et les tours de Bely Gorod à Moscou (1585—1593); suivant l'actuel Anneau des boulevards[4];
- La forteresse de Smolensk (1596—1602);
- Le Monastère de la Sainte-Trinité-de-Boldine à Dorogobouj (selon l'hypothèse de Piotr Baranovski);
- L'église de la Trinité au Château de Viaziomy avec son carillon (1585—1586).
- Église de la Sainte-Trinité de Khorochiovo en 1598 à Moscou

Les constructions de Fiodor Kone étaient de haute technologie pour l'époque et démontraient une grande maîtrise. Leurs caractéristiques stylistiques témoignent de l'influence de l'architecture de la Renaissance italienne.

## Biographie

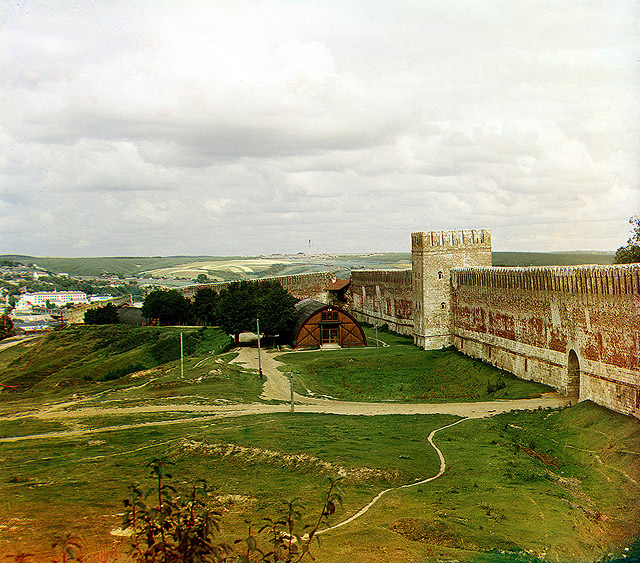
Smolensk le kremlin; photo de Prokoudine-Gorski 1911-1912
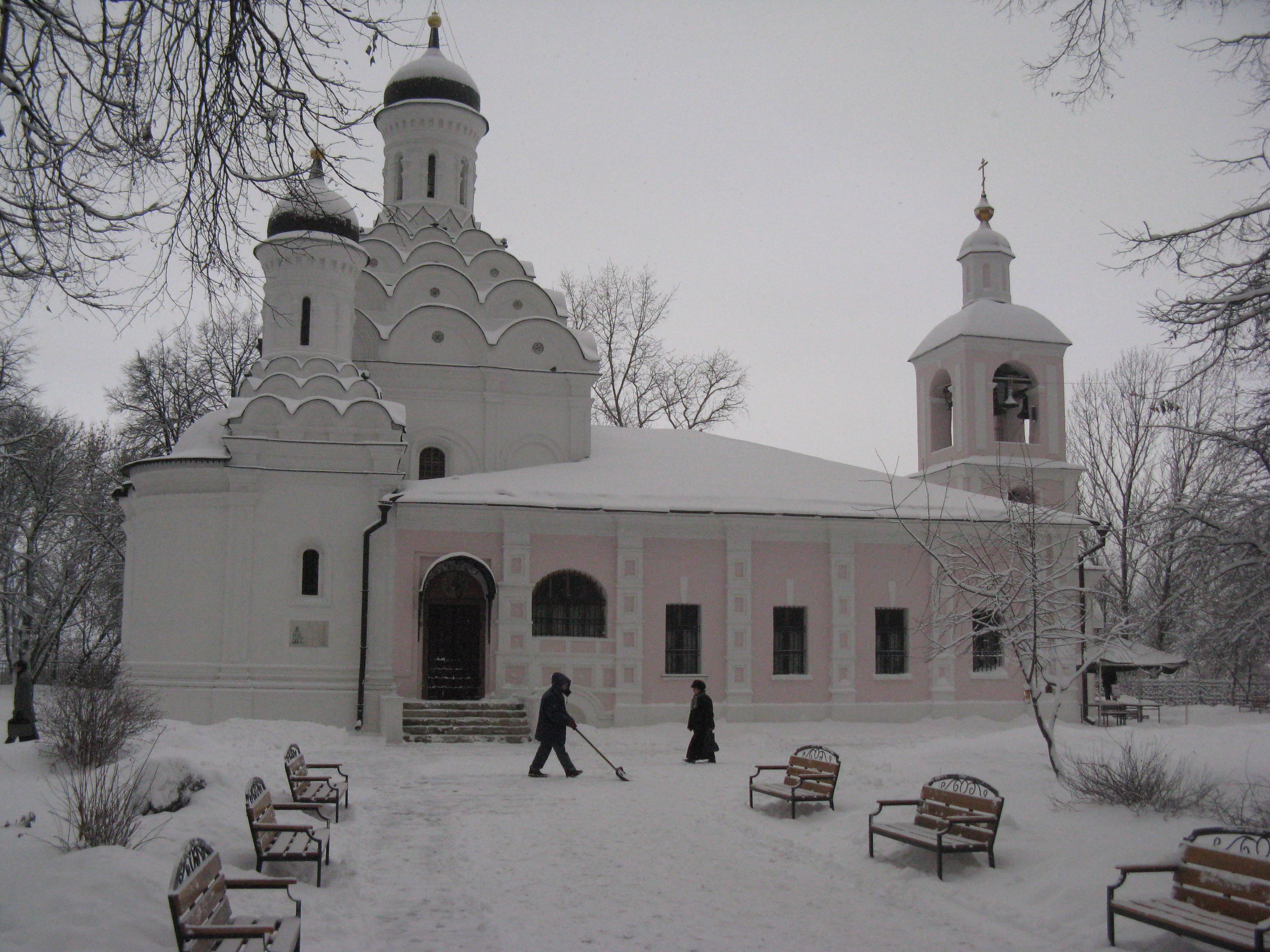
Église de la Sainte-Trinité de Khorochiovo
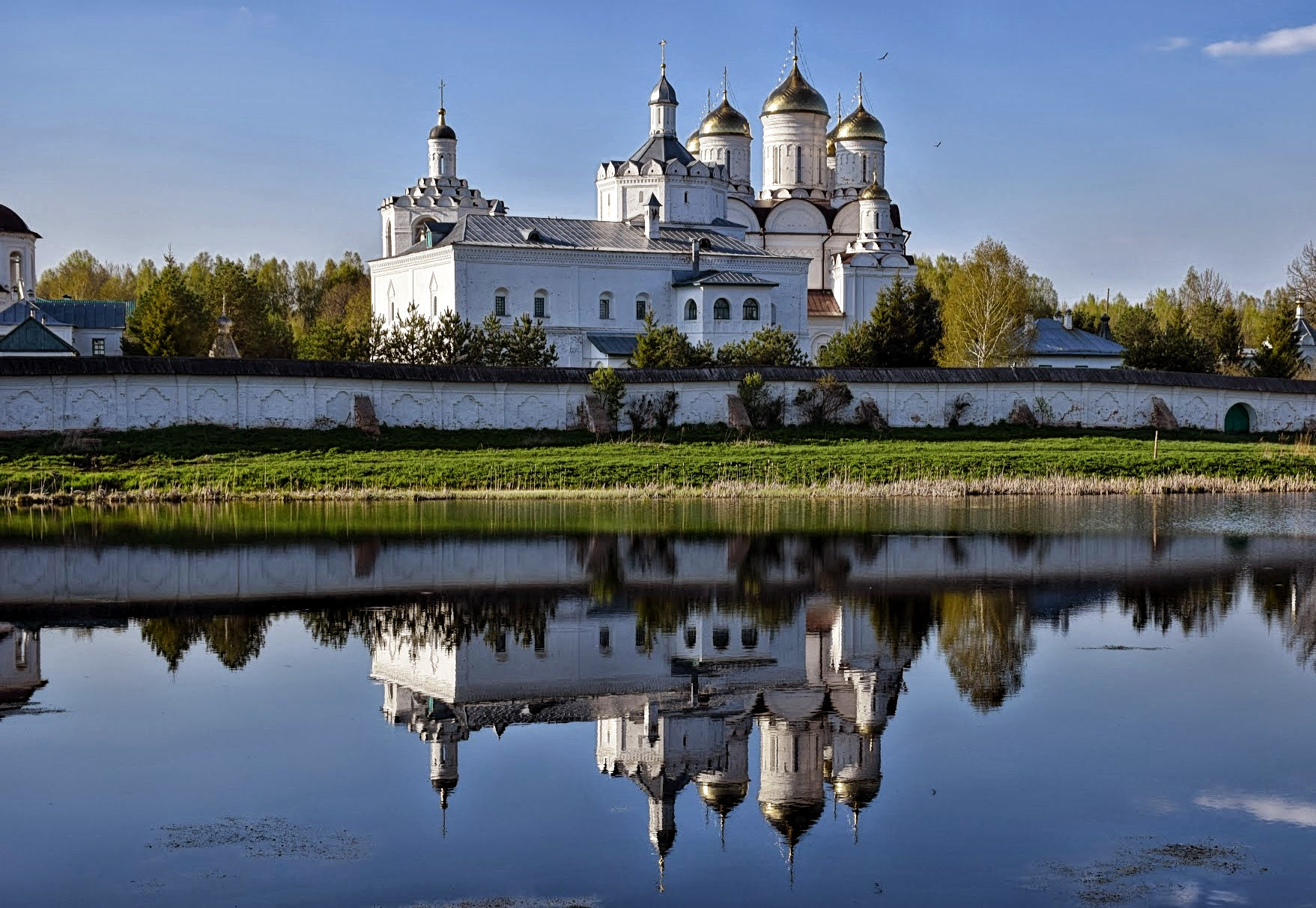
Monastère de la Sainte-Trinité-de-Boldine
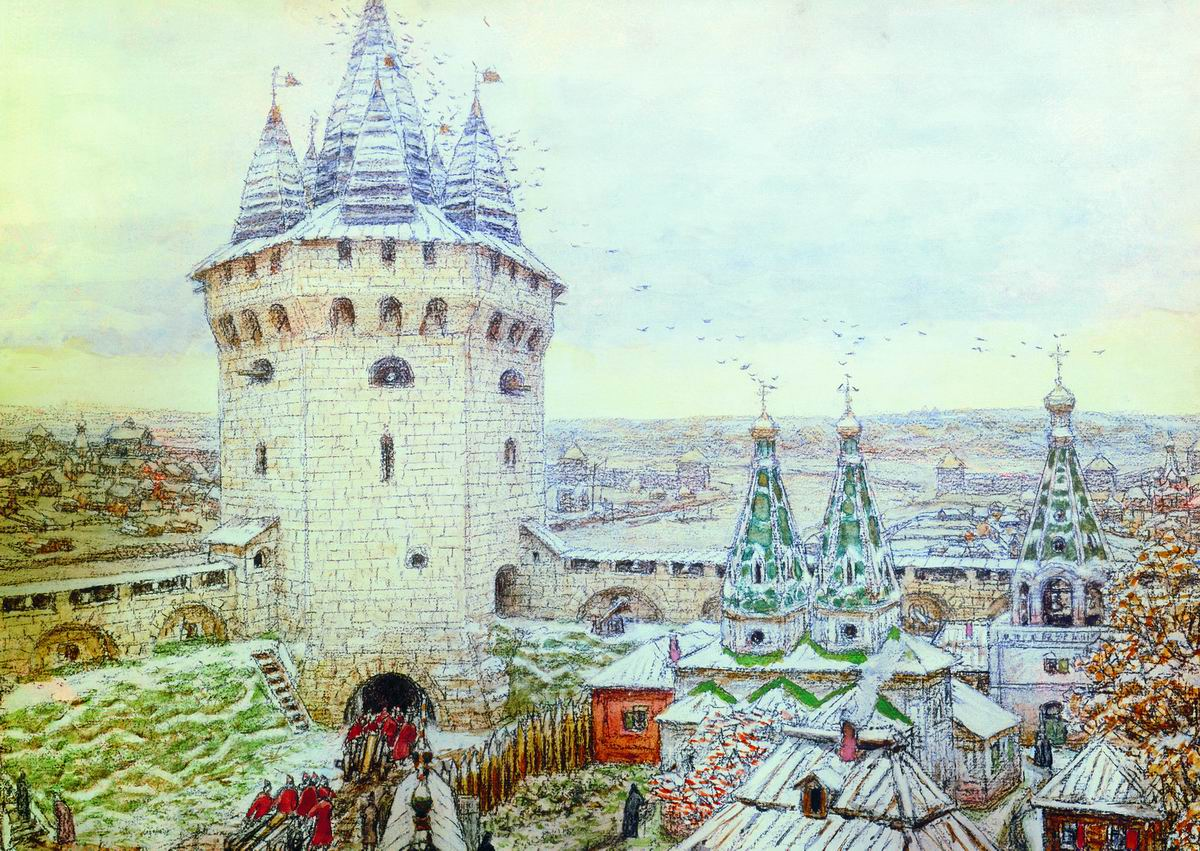
Bely Gorod par Apollinari Vasnetsov

Les historiens considèrent que Fiodor Kone est originaire du monastère de la Sainte-Trinité-de-Boldine. 
Peu de choses sont connues sur sa vie sinon quelques mentions de son nom à la fin du XVIe siècle début du XVIIe siècle. Son nom apparaît par exemple dans les livres de comptes du monastère de Boldine des années 1568—1607. Également dans un mandat, des écrits du tsar Fédor Ier et des chroniques datant de 1591 à 1595.

## Sources
- (ru) В. В. Косточкин. « Государев мастер Фёдор Конь »